# Paul Balley
Pour les articles homonymes, voir Balley.
Paul Balley, né le 14 janvier 1889 à Luxeuil-les-Bains (Haute-Saône) et mort le 4 août 1959 à Cuisery (Saône-et-Loire), est un haut fonctionnaire français.
Il est préfet de plusieurs départements français sous l'Occupation.

## Biographie
Paul Louis Emmanuel Balley est le fils d'un architecte. Après une licence de droit, des études de langues orientales et son service militaire, il entre dans la vie active en 1913 comme administrateur adjoint en Algérie. Mobilisé puis blessé en 1914, il retourne en Algérie puis revient en Métropole en 1915, où il se marie à Paris avec Germaine Bouchand, de qui il aura quatre enfants.
Il effectue sa carrière dans l'administration préfectorale, commençant par l'emploi de conseiller en préfecture dans l'Allier puis, de poste en poste dans différents départements, il gravit les échelons jusqu'à devenir sous-préfet en 1930, obtenir la Légion d'honneur en 1933. Il est nommé préfet de Corse le 20 août 1940. Il le reste lorsque les Italiens occupent l'île et lui attribuent le surnom de « Signor Si » tant il est accommodant avec eux, jusqu'en février 1943. Paul Balley est décoré de la Francisque. Durant son séjour sur l'île, avec le soutien de plusieurs maires et de ses sous-préfets, il protège les juifs des déportations et vexations du régime de Vichy .
En mai 1943, Paul Balley est nommé préfet de l'Ain puis, au mois d'août de la même année, préfet de l'Isère à une période où Grenoble est le théâtre de violents affrontements entre la Résistance française et la Milice. Balley tente des rafles, puis un appel à la population pour enrayer cette résistance, en vain. 
Sa femme disparaît dans le torpillage du « Général Bonaparte » le 19 mai 1943[1]. Sur le paquebot se trouvaient Mme Balley, son épouse, ainsi que son frère et ses trois filles. Le gardien-chef d'une prison, M. Nicolat, les ramenait sur le continent, en même temps que six prisonniers, dont César Canale, jeune Corse de 22 ans qui, les mains enchaînées, va sauver la vie de deux personnes dont une des filles du préfet qui le fit gracier pour son acte héroïque.
Paul BALLEY était secrétaire général de la préfecture de l’Isère, c'est lui qui signait les arrêtés.
Le 15 novembre 1943, Paul Balley prend ses nouvelles fonctions de préfet à Perpignan, dans les Pyrénées-Orientales. Là aussi, les combats entre Résistance et Milice sont au sommet de leur violence. Sous son administration, les résistants procèdent à plusieurs attentats et actes de sabotages, alors que la Milice tente d'exterminer les maquis, comme le maquis Henri-Barbusse, massacré à Valmanya avec son chef Julien Panchot. Le village de Valmanya est détruit.
Le 19 août 1944, Perpignan est libérée. Le lendemain, le Comité départemental de Libération mené par Jean Latscha destitue Balley de son poste et nomme Latscha préfet. Paul Balley est relevé de ses fonctions de préfet le 17 novembre 1944, révoqué le 25 mai 1945 sans droit à une pension. Celle-ci lui est réattribuée en 1948, année où il se remarie avec Élisabeth Combe. Il meurt en 1959.

## Distinctions
- Croix de guerre 1914–1918
- Chevalier de la Légion d'honneur (1933)
- Ordre de la Francisque